# Железнік (футбольний клуб)
Футбольний клуб «Железнік» (серб. Фудбалски клуб Железник) — колишній сербський футбольний клуб з однойменного району Белграда, що існував у 1930—2015 роках.

## Досягнення
- Перша ліга Сербії і Чорногорії
  - Бронзовий призер (1): 2003–04
- Кубок Сербії і Чорногорії
  - Володар (1): 2004–05.